# Juan Bautista Carreño (Komponist, 1802)
Juan Bautista Carreño Muñoz (* 1. Juli 1802 in Caracas; † 15. November 1849) war ein venezolanischer Komponist und Organist.

## Leben
Juan Bautista Carreño war einer der Söhne Cayetano Carreños. 1813 gewann er den Wettbewerb um die Stelle des Zweiten Organisten an der Kathedrale von Caracas, die nach dem Ausscheiden seines älteren Bruders Ciriaco vakant war.  In den 1820er Jahren absolvierte er ein Jurastudium (Doktor für Ziveilrecht 1833) und überließ daher 1826 seine Pflichten als Organist seinem Vater und seinem jüngeren Bruder Manuel Antonio. Er war als Vertreter seines Vaters stellvertretender Kapellmeister, ab 1836 als dessen Nachfolger Kapellmeister der Kathedrale. 1835 wurde er als Präsident der Sociedad Filarmónica gewählt. In den Sammlungen der Kathedrale (Inventarios de las Imagenes, Altares. Alajas. Ornamentos, y demas Utensilios de esta Stà. Iglesia Metropolitana de Caracas) finden sich zwei Kompositionen Muñoz’: eine Primera lamentación del Miércoles Santo und Jaculatorias a orquesta i voces. Weitere Kompositionen sind eine Motete a Jesús und eine Messe für Stimmen und Orgel.